# Escautpont
Escautpont é uma comuna francesa na região administrativa de Altos da França, no departamento do Norte. Estende-se por uma área de 5.78 km². Em 2010 a comuna tinha 4 201 habitantes (densidade: 726,8 hab./km²).